# Callipallene acribica
Callipallene acribica är en havsspindelart som beskrevs av Krapp, F. 1975. Callipallene acribica ingår i släktet Callipallene och familjen Callipallenidae. Inga underarter finns listade.